# Praia de Icaraí (Caucaia)
Icaraí é uma praia localizada no município de Caucaia, no estado do Ceará, que tem um bairro homônimo abrangendo toda sua extensão. Fica a 20 Km do centro de Fortaleza e 26 km do Aeroporto Internacional de Fortaleza. Excelentes acessos pela rodovia Ulisses Guimarães e pelas rodovia CE-090.

## Descrição
Reta de areia branca e batida, a Praia de Icaraí possui 9 quilômetros de extensão. Nela localizam-se diversos condomínios, casas de veraneio e vilas de pescadores.

## Processo de erosão costeira
A partir do final da década de 1960 e, principalmente, na década de 1970, a erosão atinge progressivamente as praias do litoral oeste de Fortaleza, retirando os sedimentos e transportando-os na direção oeste. Cada praia erodida fornece sedimentos para a praia subsequente, entretanto, não recebe a reposição necessária ao equilíbrio sedimentar, entrando em colapso, recuando a linha de costa e destruindo as estruturas urbanas com perda de patrimônio público e privado. A erosão segue seu caminho, mas só é percebida e relatada quando atinge essas estruturas urbanas.
Na década de 1980, os processos erosivos atacam pela primeira vez o município de Caucaia, no outro lado da foz do Rio Ceará, fenômeno amplamente noticiado na imprensa local, sendo a Praia dos Dois Coqueiros a primeira a ser arrasada pelo ataque das ondas. O litoral de Fortaleza conseguiu fazer suas estruturas de proteção de modo a minimizar os impactos negativos dos processos erosivos, mas a penúria em sedimentos persiste, provocando déficit sedimentar ao longo de todo o litoral de Caucaia, que não fez as mesmas intervenções que o município de Fortaleza.
Na sequência do tempo e à medida que a erosão caminha para leste na década de 1990, os proprietários de imóveis ao longo da orla tentam proteger seus patrimônios construindo com recursos próprios, ou pressionando o poder público para construir com recursos públicos, estruturas de proteção costeira. Deste modo, foram feitas 10 intervenções entre as praias de Iparana e Icaraí, todas após a construção do enrocamento na Colônia de Férias do SESC. Foram nove as estruturas do tipo enrocamento e um Bagwall. Os nove enrocamentos tem extensões diferentes, sendo o menor com apenas 70 metros. Os dois maiores, um na Praia de Icaraí, com 330 metros, e o outro na Praia do Pacheco, com 270 metros. No total, somando a extensão de todos os enrocamentos, somam 1.430 metros de artificialização do litoral com rochas graníticas. Todos esses enrocamentos protegem o litoral da erosão, mas, sem exceção, perde-se também a área de praia.
Nos anos 2000, o Icaraí foi rapidamente sendo "engolido" pelo mar. Para se ter uma ideia, existia uma avenida à beira-mar (a Avenida Litorânea) com pista dupla. Hoje, o mar engoliu a faixa de areia inteira e mais de ⅔ da avenida. Poucos barraqueiros resistem, longe dos verdadeiros parques aquáticos que existiam antigamente, como o Paraíso Perdido Park, o Icaraí City, o Lago Dourado, dentre outros.
A outra obra costeira na Praia de Icaraí foi a construção, em 2010, pela Prefeitura Municipal, de um modelo de proteção denominado de Bagwall, que consiste na construção de estruturas de concreto em forma de escada entre o continente e a linha de preamar, para amortecer o impacto das ondas e conter o recuo da linha de costa. Apesar dos avisos de especialistas das universidades locais de que essa opção de proteção não era a adequada para a Praia de Icaraí, o poder público construiu 835 metros de Bagwall nessa praia (Souza, 2011) e, como era de se esperar, a estrutura, não funcionou de forma eficiente. Esse modelo de proteção costeira (Bagwall) tem apresentado bons resultados em áreas protegidas de ondas, como baias e enseadas, ambientes bem diferentes da Praia de Icaraí.
Um dos argumentos que levam à propagação da crença popular (que o aterro da Praia de Iracema causou a erosão costeira na Praia de Icaraí) é a afirmação de que “para se fazer o aterro, um novo molhe foi construído, defronte à Avenida Rui Barbosa, e que esse molhe reteria sedimentos que fariam falta nas praias de oeste, sendo a de Icaraí a mais afetada”. Esse argumento, entretanto, não se sustenta, pois quase 10 anos após sua construção, o molhe da Praia de Iracema não acumulou sedimentos no seu lado leste. Não há como as estruturas dos espigões do Aterro da Praia de Iracema terem prejudicado o caminhamento das areias, vez que não existem areias caminhando nesse trecho da Praia de Iracema.

## Turismo
A Praia de Icaraí, desde os meados dos anos 2000, foi referência por sediar diversos eventos culturais, como suas calorosas festas de carnaval, um dos mais tradicionais do estado do Ceará e campeonatos de surf como o Circuito Cearense e Nordestino de Surf.
No entanto, o processo de erosão costeira da praia nos últimos anos decretou o fim do turismo no local. Moradores do entorno reclamam que faltam ações efetivas para conter os problemas. Habitação e comércio também foram fortemente afetados.
Recentemente o Governo do Estado anunciou a construção de 3 espigões na orla da praia do Icaraí. A obra será feita pelo Governo do Estado em parceria com a Prefeitura de Caucaia. Está previsto no projeto a construção de 11 espigões em torno do litoral caucaiense, sendo 3 desses na praia do Icaraí. 